# Baliarrain
Baliarrain é um município da Espanha na província de Guipúzcoa, comunidade autónoma do País Basco, de área 2,70 km² com população de 91 habitantes (2007) e densidade populacional de 33,7 hab./km².

## Demografia
| Variação demográfica do município entre 1991 e 2004 | Variação demográfica do município entre 1991 e 2004 | Variação demográfica do município entre 1991 e 2004 | Variação demográfica do município entre 1991 e 2004 |
| --------------------------------------------------- | --------------------------------------------------- | --------------------------------------------------- | --------------------------------------------------- |
| 1991                                                | 1996                                                | 2001                                                | 2004                                                |
| 99                                                  | 94                                                  | 97                                                  | 101                                                 |